# Seututie 453
Pour les articles homonymes, voir Route 453.
La route régionale 453 (finnois : Seututie 453) est une route régionale allant de Pieksämäki jusqu'à Varkaus en Finlande,,.

## Présentation
La seututie 453 est une route régionale de Savonie du Sud et de Savonie du Nord.

## Parcours
- Pieksämäki
  - Jäppilä
- Varkaus